# بارتولوميو جاي إيوستاس
بارتولوميو جاي إيوستاس (بالإنجليزية: Bartholomew J. Eustace)‏ هو كاهن كاثوليكي أمريكي، ولد في 9 أكتوبر 1887 في نيويورك في الولايات المتحدة، وتوفي في 7 ديسمبر 1956 في هادونفيلد في الولايات المتحدة.